# 티라유텍
LS 티라유텍(Thira-Utech Co. Ltd.)은 대한민국의 스마트팩토리 S/W 솔루션과 로봇 기업이다. 본사는 서울 강남구 학동로5길 7, 1~7층에 위치해 있으며 대표이사는 김정하이다.
2023년 티라로보틱스를 물적 분할하고 현준에프에이의 경영권 인수를 하였다
  스마트팩토리 관련 소프트웨어 사업에 이어 로봇 사업으로 사업을 확장하고 있다
2023년 국가산업대상 스마트팩토리 부문 대상을 수상한 바 있다.

## 상장
2019년 10월 31일에 주관사를 미래에셋대우로 공모가 12,050원에 코스닥 시장에 상장하였다.

## 같이 보기
- (주)현준에프에이
- (주)티라로보틱스
- 스마트팩토리

## 참고문헌
1. ↑  한국IR협의회 기업리서치센터 기업분석보고서-티라유텍, 2024년 1월 8일[깨진 링크(과거 내용 찾기)]
2. ↑  최종윤, 티라유텍, 분기 흑자전환 성공… 상반기 매출액 219억 기록, 인더스트리뉴스, 2023년 8월 16일
3. ↑  임근난, 티라유텍, 50억 원 규모 투자 유치 성공…“기업 가치 극대화 노력”, 헬로우T, 2023년 7월 21일
4. ↑  하나증권 “티라유텍 로봇으로 사업 확장, 올해 영업이익 내 흑자전환 전망”, 비즈니스포스트, 2023년 8월 9일
5. ↑  최종윤, 티라유텍, 산업정책연구원 주관 ‘2023 국가산업대상’ 스마트팩토리 부문 대상 수상, 인더스트리뉴스, 2023년 4월 13일